# Jeffrey Ramos
Jeffrey Ronaldo Ramos Fuentes (Olanchito, 29 de mayo de 2007) es un futbolista hondureño. Juega de defensa central y su equipo actual es el C. D. Real Sociedad de la Liga Nacional de Honduras.

## Trayectoria
Debutó profesionalmente el 11 de febrero de 2024 en un partido entre el C. D. Real Sociedad y el C. D. Génesis, disputado en el Estadio Francisco Martínez Durón, que culminó con una derrota 1-2. Ingresó como titular, pero fue sustituido al minuto 45 por Shalton Arzú.
El 25 de febrero de 2024 completó su primer partido jugando los 90 minutos en el triunfo a domicilio por 3-4 sobre el C. D. S. Vida. Disputó 11 partidos en su primer torneo con el club aceitero. Con 17 años, acumuló 21 partidos jugados en la temporada 2024-2025.

## Selección nacional
El 11 de julio de 2024 fue convocado a la selección sub-20 para disputar el Campeonato Sub-20 de la Concacaf de 2024, torneo clasificatorio para la Copa Mundial de Fútbol Sub-20 de 2025. Sin embargo, el 31 de julio de 2024, la selección quedó eliminada tras caer 3-5 en la tanda de penales, luego de empatar 1-1 contra Cuba en los cuartos de final.

### Categorías inferiores

#### Participaciones en premundiales
| Campeonato                               | Sede   | Resultado        | Partidos | Goles |
| ---------------------------------------- | ------ | ---------------- | -------- | ----- |
| Campeonato Sub-20 de la Concacaf de 2024 | México | Cuartos de final | 4        | 0     |

## Estadísticas

### Clubes
| Club                         | Div.          | Temporada     | Liga  | Liga  | Copas nacionales | Copas nacionales | Copas internacionales | Copas internacionales | Total | Total | Media goleadora |
| Club                         | Div.          | Temporada     | Part. | Goles | Part.            | Goles            | Part.                 | Goles                 | Part. | Goles | Media goleadora |
| ---------------------------- | ------------- | ------------- | ----- | ----- | ---------------- | ---------------- | --------------------- | --------------------- | ----- | ----- | --------------- |
| C. D. Real Sociedad Honduras | 1.ª           | 2023-24       | 11    | 0     | —                | —                | —                     | —                     | 11    | 0     | 0               |
| C. D. Real Sociedad Honduras | 1.ª           | 2024-25       | 21    | 0     | —                | —                | —                     | —                     | 21    | 0     | 0               |
| C. D. Real Sociedad Honduras | Total club    | Total club    | 32    | 0     | 0                | 0                | 0                     | 0                     | 32    | 0     | 0               |
| Total carrera                | Total carrera | Total carrera | 32    | 0     | 0                | 0                | 0                     | 0                     | 32    | 0     | 0               |